# 1995年牛鬥地震
1995年牛鬥地震發生於1995年6月25日台灣時間14時59分，震央位於宜蘭縣，即牛鬥地震站東偏南方10.2公里處，震源深度39.9公里，芮氏規模6.5。此次地震造成1人死亡，臺北縣（今新北市）三峽白雞山莊數棟房屋滑落坡谷。

## 延伸閱讀
- . 交通部中央氣象局. 1999.